# 둥산구 (허강시)
둥산구(한국어: 동산구, 중국어: 东山区, 병음: Dōngshān Qū)는 중화인민공화국 헤이룽장성 허강 시의 행정구역이다. 넓이는 4575km2이고, 인구는 2007년 기준으로 80,000명이다.

## 행정 구역
4개 가도, 1개 진, 3개 향을 관할한다.
- 가도: 新一街道, 三街街道, 工人村街道, 东山街道.
- 진: 新华镇.
- 향: 红旗乡, 蔬园乡, 东方红乡.